# キャスト紙
キャスト紙（キャストし）は、原紙となる紙・板紙に塗工機（キャストコーター）で塗工し、ゆっくりと回るキャストドラムの鏡面を塗工面に写した高平滑で高光沢な紙である。キャストコート紙とも呼ばれる、塗工紙の一種。

## キャストの由来
「cast」は「配役」などという意味とは違い、「鋳造する」という意味である。南部鉄器などの鋳造品（鋳物）は粘土や砂で鋳型を作り、そこに鉄を流し込んで形を写し取る。キャスト紙の場合は、キャストドラムの鏡面を紙面に塗工したコーティングカラー面に写し取る製造法である事からキャストと呼ばれている。

## 特徴
紙・板紙のなかでは極めて平滑や光沢が強いのが特徴である反面、キャスト表面が柔らかくキズ付き易いのが欠点である。

## 主な用途
- 出版用キャスト紙
週刊誌等の表紙では話題性をタイムリーに表現して発刊するため、表紙製作にキャスト紙の高光沢を利用して表面加工に掛かる時間を短縮する事に用いられる。
- 加工用キャスト紙
金属光沢を放つアルミ貼合紙では、原紙平滑が高いほど輝度が上がるためパッケージ関係に用いられる。
- インクジェット光沢紙
インクジェットは、ドットひとつひとつが正確に転写されなければ成らないためキャスト紙の機能を利用している。
- タック用キャスト紙
コンビニ弁当やスーパーの値札はインクジェット、熱転写などで印刷されることが多く、平滑が高いことから印字適性が良く多くに使われている。